# 迈克·迪恩特
迈克·迪恩特（英語：Mike Dirnt）本名迈克尔·瑞安·普里查德（英語：Michael Ryan Pritchard，1972年5月4日—），出生於美國加利福尼亞州康特拉科斯塔郡羅德歐（Rodeo），是知名樂團年輕歲月的貝斯手與和音歌手。